# Burkesville
Burkesville è un comune degli Stati Uniti d'America, situato nello Stato del Kentucky, nella contea di Cumberland, della quale è il capoluogo.